# Alpheus avarus
Alpheus avarus är en kräftdjursart som beskrevs av J. C. Fabricius 1798. Alpheus avarus ingår i släktet Alpheus och familjen Alpheidae. Inga underarter finns listade i Catalogue of Life.